# Lotto Belgium Cup
De Lotto Belgium Cup is een regelmatigheidscriterium in het Belgische wielrennen, georganiseerd door het organisatiebureau Pro Cycling Events van o.a. Nick Nuyens. Van 2016-2018 stond deze competitie bekend als de Napoleon Games Cycling Cup en van 2019-2022 als Exterioo Cycling Cup. De competitie geldt tevens als de Beker van België.
Het klassement omvatte de eerste drie seizoenen tien koersen. In 2019 prijkten er acht koersen op de kalender en in 2020 zeven. In 2021 stonden er weer tien wedstrijden geprogrammeerd, kort na de bekendmaking van de kalender haakte de organisatie van Halle-Ingooiem af.
Vanaf het seizoen 2019 is Sporza mediapartner van de Bingoal Cycling Cup en worden de wedstrijden live uitgezonden op de Vlaamse openbare omroep VRT.

## Wedstrijden

### Mannen
| Wedstrijd                       | Jaren                    |
| ------------------------------- | ------------------------ |
| Dwars door West-Vlaanderen      | 2017-2018                |
| Handzame Classic                | 2016-2017                |
| Heistse Pijl                    | 2016-2018                |
| Nationale Sluitingsprijs        | 2016                     |
| Halle-Ingooigem                 | 2016-2019, 2021          |
| Memorial Rik Van Steenbergen    | 2019-2021                |
| Schaal Sels                     | 2019-2021                |
| Ronde van Drenthe               | 2022                     |
| Veenendaal-Veenendaal Classic   | 2022-2023                |
| Le Samyn                        | 2016-2018, 2021-2024     |
| Grote Prijs Marcel Kint         | 2018-2024                |
| Grote Prijs Jef Scherens        | 2016-2018,2021,2023-2024 |
|                                 |                          |
| Grote Prijs Jean-Pierre Monseré | 2019-2025                |
| Circuit de Wallonie             | 2019-2025                |
| Antwerp Port Epic               | 2021-2025                |
| Dwars door het Hageland         | 2016-2025                |
| Elfstedenronde                  | 2022-2025                |
| Circuit Franco-Belge            | 2016-2018,2022,2024-2025 |
| Muur Classic                    | 2025                     |
| Kampioenschap van Vlaanderen    | 2016-2025                |
| Binche-Chimay-Binche            | 2016-2018, 2025          |

### Vrouwen
| Wedstrijd               | Jaren     |
| ----------------------- | --------- |
| Le Samyn                | 2024      |
| Classic Brugge-De Panne | 2024      |
|                         |           |
| Ronde de Mouscron       | 2025      |
| Hamme Classic           | 2025      |
| GP Schellebelle         | 2025      |
| Circuit de Wallonie     | 2025      |
| Antwerp Port Epic       | 2024-2025 |
| Dwars door het Hageland | 2024-2025 |
| Egmont Cycling Race     | 2024-2025 |
| Binche-Chimay-Binche    | 2025      |

## Puntenverdeling
In iedere wedstrijd vallen punten te verdienen voor de eerste 20 renners volgens onderstaande tabel:
| Plaats | 1  | 2  | 3  | 4  | 5  | 6  | 7 | 8 | 9 | 10 | 11 | 12 | 13 | 14 | 15 |
| Punten | 16 | 14 | 13 | 12 | 11 | 10 | 9 | 8 | 7 | 6  | 5  | 4  | 3  | 2  | 1  |

Elke wedstrijd worden ook punten verdeeld aan de beste jongeren (Under-23):
| Plaats | 1   | 2  | 3  | 4  | 5  | 6  | 7  | 8  | 9  | 10 |
| Punten | 100 | 85 | 72 | 60 | 50 | 45 | 40 | 35 | 30 | 25 |

Daarnaast wordt per wedstrijd ook een ploegenklassement opgemaakt volgens de plaats van de eerste drie renners van elke ploeg.
| Plaats | 1  | 2 | 3 | 4 | 5 | 6 | 7 | 8 | 9 | 10 |
| Punten | 12 | 9 | 8 | 7 | 6 | 5 | 4 | 3 | 2 | 1  |

## Lijst van winnaars
2016 ·  2017 ·  2018 · 2019 · 2020 · 2021 · 2022 · 2023 · 2024 · 2025